# La Nuit de la comète
Pour plus de détails, voir Fiche technique et Distribution.
La Nuit de la comète (Night of the Comet) est un film américain réalisé par Thom Eberhardt, sorti en 1984.

## Synopsis
À la suite du passage d'une comète à proximité de la Terre, presque toute la population mondiale est décimée. Regina et sa petite sœur de 16 ans, Samantha survivent et vont trouver refuge dans le studio de la radio locale qui continue de diffuser. Elles y rencontrent Hector Gomez, un routier qui a été protégé grâce à la cabine en acier de son engin.
Dans un monde dévasté où plus aucune règle n'existe, les jeunes filles vont vite céder à leur instinct de consommatrice et visiter les grands centres commerciaux du coin afin de se refaire une garde-robe. Mais ce sera sans compter sur des survivants irradiés et devenus agressifs, et une équipe de scientifiques cherchant à créer un sérum permettant de guérir les personnes irradiées, à commencer par eux-mêmes.

## Fiche technique
- Titre français : La nuit de la comète
- Titre original : Night of the Comet
- Réalisation : Thom Eberhardt
- Scénario : Thom Eberhardt
- Musique : David Campbell
- Photographie : Arthur Albert
- Montage : Fred Stafford
- Production : Andrew Lane & Wayne Crawford
- Société de production : Atlantic Entertainment Group
- Société de distribution : Atlantic Releasing
- Pays de production :  États-Unis
- Langue : anglais
- Format : Couleur - Mono - 35 mm - 1.85:1
- Genre : science-fiction, comédie horrifique
- Durée : 95 min
- Date de sortie :
  - États-Unis : 16 novembre 1984

## Distribution
- Catherine Mary Stewart (VF : Marie-Christine Darah) : Regina 'Reggie' Belmont
- Kelli Maroney (VF : Amélie Morin) : Samantha 'Sam' Belmont
- Robert Beltran (VF : Patrick Poivey) : Hector Gomez
- Mary Woronov (VF : Annie Balestra) : Audrey White
- Geoffrey Lewis (VF : Georges Berthomieu) : Dr Carter
- Peter Fox (VF : Yves-Marie Maurin) : Dr Wilson
- John Achorn (VF : Richard Leblond) : Oscar
- Sharon Farrell (VF : Marie-Laure Beneston) : Doris
- Michael Bowen (VF : Éric Baugin) : Larry Dupree
- Devon Ericson : Minder
- Lissa Layng : Davenport
- Ivan E. Roth (VF : Denis Boileau) : Willy
- Janice Kawaye : Sarah
- Chance Boyer : Brian

## Commentaires
La Nuit de la comète s'inscrit dans une vogue de films post-apocalyptiques initiée par Mad Max en 1979. C'est aussi en partie un film de zombies, certains des survivants n'ayant pas été complètement protégés du passage de la comète se transformant en zombies.
Le film aborde avec un ton léger un thème déjà abordé maintes fois auparavant : que se passerait-il si la population mondiale se retrouvait réduite en quelques instants à une poignée de personnes ? Ici, malgré le sort dramatique de l'humanité, les héroïnes n'en restent pas moins des adolescentes qui s'en donnent à cœur joie dans les magasins désormais déserts, s'improvisent animatrice de radio, ou pleurent la disparition d'un amour d'école.

## Production

### La genèse
- Le réalisateur Thom Eberhardt, né en 1947, découvre durant sa jeunesse les nombreux films de science-fiction produits dans les années 1950 et 1960 par le cinéma américain, auxquels il porte un grand intérêt. Il s'intéresse particulièrement aux films post-apocalyptiques comme La Dernière Femme sur Terre (1960) ou Le Monde, la Chair et le Diable (1959)[1].
- L'idée de La Nuit de la comète lui vient lors d'une conversation avec deux actrices adolescentes qui lui exposent leur point de vue simpliste et égocentrique de la fin du monde[2].
- Le réalisateur a d'abord du mal à vendre son scénario, chacun de ses interlocuteurs lui répliquant que le script manque d'action (ou d'humour, ou de sexe...), mais Thom Eberhardt refuse d'y apporter des modifications. Il parvient finalement à vendre son scénario à Tom Coleman, à la tête de la société Atlantic Releasing Corporation, qui demande à Andrew Lane et Wayne Crawford (déjà producteurs l'année précédente de Valley Girl qui avait rencontré un succès inattendu) de produire La Nuit de la comète[1].
- Le titre initial du film était Teenage Mutant Horror Comet Zombies. Une référence subsiste dans le montage final, lorsque Samantha s'improvise animatrice de radio et désigne ses auditeurs par « all you teenage comet zombies » (« vous tous, les adolescents transformés en zombies par la comète »).

### Le tournage
- Le film a été tourné à Los Angeles, dans des rues réellement désertes ou présentées comme telles par des angles de vue judicieusement choisis[3]. Néanmoins, le spectateur averti peut parfois apercevoir dans le champ des véhicules ou des personnes extérieures au tournage, notamment lors des prises de vue aériennes.
- La fusillade dans le centre commercial a été filmée dans un véritable magasin durant 4 nuits consécutives, l'équipe de tournage devant nettoyer et libérer les lieux chaque matin à 6h avant que les clients ne reviennent[1].
- Les effets spéciaux ont été supervisés par John Muto et Ted Rae, incluant des maquillages (pour les zombies), des maquettes (pour le complexe scientifique) et des matte paintings[4].

### Les lieux du tournage

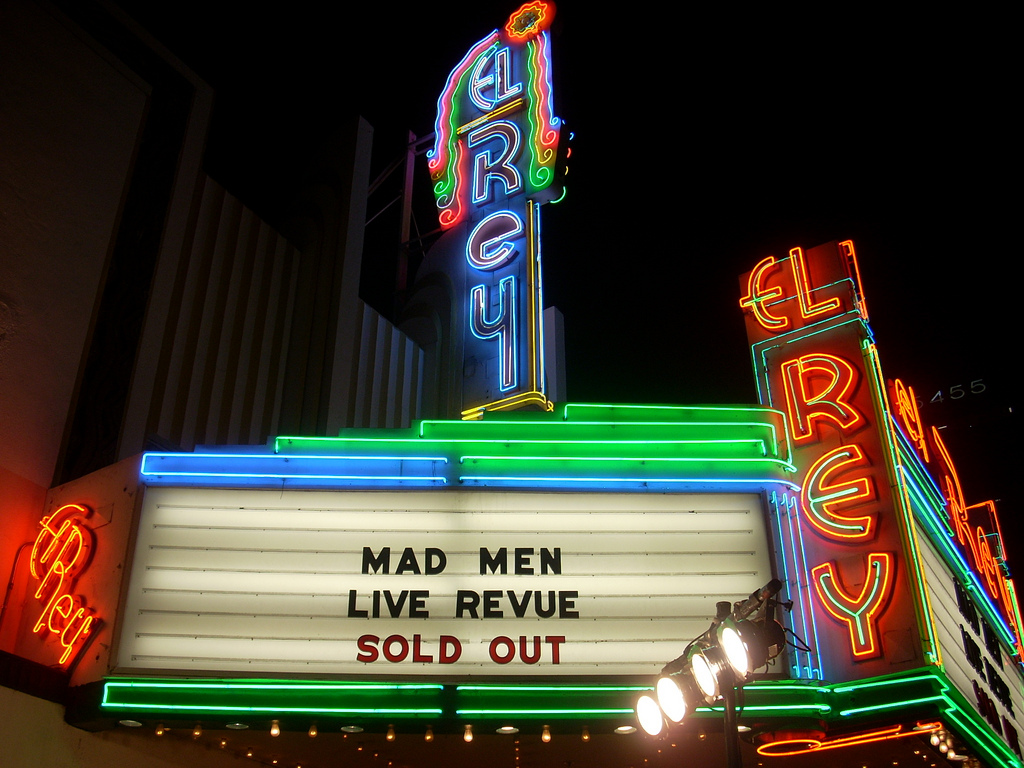
Le cinéma El Rey transformé aujourd'hui en établissement musical.

- Le cinéma El Rey se trouve au 5515 Wilshire Blvd[5]. Il a été transformé en un établissement musical en 1994[6]. Il apparaît également dans le film Plein pot (License to Drive) (1988) : c'est le night-club où Les (Corey Haim) emmène Mercedes (Heather Graham)[7].
- Lorsque Regina s'arrête à un feu rouge à côté d'une Mercedès abandonnée (appartenant au réalisateur Thom Eberhardt[8]), elle se trouve sur Grand Avenue.
- La scène finale a été tournée sur la Bank Of America Plaza, au 333 South Hope Street[9].

### Les costumes
- Le décorateur John Muto a voulu donner un aspect de comic book au film. Ainsi, des couleurs étaient attribuées à chaque personnage, les méchants étant en bleu et gris, et les filles usant de différentes couleurs. Des tons foncés furent utilisés pour les costumes de Regina, censée être la plus intellectuelle, tandis que sa sœur Samantha, présentée comme plus extravertie, porte un costume de pom-pom girl aux couleurs magenta et turquoise éclatantes[8].

### Les coulisses
- La photo du père de Regina et Samantha est en réalité une photo du réalisateur du film, Thom Eberhardt. De même, les photos de la famille d'Hector sont en réalité des photos des proches de l'épouse du réalisateur[8].

### Les acteurs
- Catherine Mary Stewart interprète le rôle principal de Regina (surnommée Reggie). Elle a également tourné à l'époque dans plusieurs autres films de science-fiction ou post-apocalyptiques, comme Starfighter (1984) ou World Gone Wild (1988).
- Kelli Maroney interprète Samantha, la sœur de Regina. Elle a joué dans de nombreux films de série B, son rôle de Samantha restant le plus célèbre. On l'a également vue en pom-pom girl dans Ça chauffe au lycée Ridgemont (1983) qui marquait sa première apparition au cinéma, et qui lui a valu de se faire remarquer par le réalisateur Thom Eberhardt[10]. Elle a abandonné le cinéma au début des années 2000, changeant même officiellement son nom pour se faire appeler Zoe Kelli Simon, avant de revenir sur sa décision.
- Robert Beltran interprète Hector, le survivant qui s'associe à Regina et Samantha. Il reste connu pour avoir interprété le rôle du commandant Chakotay dans la série télévisée Star Trek : Voyager entre 1995 et 2001.
- Mary Woronov interprète Audrey, la scientifique qui se sait condamnée par les effets de l'exposition à la comète. Proche de l'artiste Andy Warhol dans les années 1960, elle se tourne ensuite vers le théâtre puis le cinéma, épousant même un réalisateur. Son rôle le plus connu est celui de Mary Bland dans la comédie d'humour noir Eating Raoul (1982) où elle était déjà aux côtés de Robert Beltran (Raoul). Elle joue également un rôle important dans La Course à la mort de l'an 2000 (Death Race 2000), dont une affiche est d'ailleurs visible sur la porte intérieure du cinéma quand Regina sort après avoir battu le score de DMK.
- Geoffrey Lewis interprète le Dr Carter, le chef des scientifiques qui veulent vider de leur sang des survivants afin de produire un sérum pour ne pas se transformer en zombies. Père de l'actrice Juliette Lewis, il a beaucoup tourné avec l'acteur Clint Eastwood.
- Chance Boyer interprète Brian, le jeune garçon survivant. Il est le fils de Sharon Farrell qui interprète Doris, la belle-mère de Regina et Samantha.

### La bande originale
La bande originale officielle du film comporte 10 titres :
| Titre                         | Interprète                  | Scène |
| ----------------------------- | --------------------------- | --- |
| Unbelievable                  | Revolver                    | À la maison, Samantha allume la radio après le retour de Regina.                                            |
| Learn To Love Again           | Chris Farren et Amy Holland | À la station de radio, Regina et Hector parlent de leurs familles respectives. Chanson du générique de fin. |
| Strong Heart                  | John Townsend               | Au cinéma, quand Regina bat le score de DMK sur la borne d'arcade Tempest.                                  |
| Let My Fingers Do The Talking | Stallion                    | Regina se réveille après la nuit de la comète.                                                              |
| Whole World Is Celebratin'    | Chris Farren                | Au début du film, la foule célèbre le passage annoncé de la comète.                                         |
| Hard Act To Follow            | Diana DeWitt                | À la station de radio, Samantha va se rafraîchir dans les toilettes.                                        |
| Virgin in Love                | Thom Pace                   | La chanson qui passe à la radio avant que Samantha ne soit arrêtée par deux motards.                        |
| Tell Me Yourself              | Revolver                    | La chanson qui passe à la radio quand Hector retourne à la station déguisé en Père Noël.                    |
| Trouble                       | Skip Adams                  | La chanson qui passe à la radio quand Regina et Samantha se rendent à la station qui la diffuse.            |
| Lady in Love                  | Revolver                    | À la station de radio, Hector fait son apparition avec une arme.                                            |

Les autres chansons qui peuvent être entendues dans le film sont :
| Titre                         | Interprète       | Scène                                                                |
| ----------------------------- | ---------------- | -------------------------------------------------------------------- |
| Jingle Bells                  | Jerry Sharell    | Dans la Mercédès vide arrêtée au feu rouge sur la route déserte.     |
| Living on the Edge            | Jocko Marcellino | La première chanson que Samantha diffuse à l'antenne de la radio.    |
| Girls Just Want to Have Fun   | Tami Holbrook    | Regina et Samantha font du shopping au centre commercial.            |
| Eyes on You                   | Jocko Marcellino | Regina et Samantha sont attaquées au centre commercial.              |
| Never Give Up                 | Bobby Caldwell   | Hector rencontre Audrey à la station de radio.                       |
| Makin' Me Blue                | Jim Christopher  | Hector arrive en voiture à la base scientifique et parle au gardien. |
| King Country Woman            | Doug Kershaw     | Hector prend en voiture Regina, Samantha et les deux enfants.        |
| It Came Upon a Midnight Clear | Jerry Sharell    | Regina et Larry couchent ensemble pendant la nuit de la comète.      |
| I'll Take the Blame           | Thom Pace        |                                                                      |
| Time Out                      | Chris Farren     |                                                                      |

## Les références cinématographiques
- Le film multiplie les références à d'autres œuvres :
  - La Belle de Saïgon (Red Dust) : l'affiche du film apparaît sur la porte de la cabine de projection de Larry. La traduction littérale du  titre original du film est « Poussière rouge », ce qui n'est pas sans rappeler le sort réservé aux victimes de la comète qui se trouvent transformés en poussière rouge ;
  - La Course à la mort de l'an 2000 (Death Race 2000) (1975) : l'affiche est visible sur la porte intérieure du cinéma, quand Regina s'aventure au-dehors après son réveil. L'actrice Mary Woronov (Audrey White) interprétait l'un des rôles principaux dans ce film ;
  - Le Météore de la nuit (It Came from Outer Space) : dans sa cabine de projection, Larry mentionne une copie en 3D de ce film ;
  - Valley Girl (1983) : au micro de la station de radio, Samantha jette par-dessus son épaule le disque de la bande originale du film. Une affiche est également visible dans le hall du cinéma au début du film, quand le patron du cinéma tente de vendre un article à un client. L'acteur Michael Bowen, qui joue le rôle de Larry, le petit ami de Regina, interprétait le rôle de Tommy dans Valley Girl.
- Le réalisateur avait prévu d'inclure de multiples références à Target Earth (1954) en incluant un extrait du film dans le cinéma, et en réutilisant certains lieux de tournage (le film est censé se passer à Chicago mais a en réalité été tourné à Los Angeles). Cependant il dut y renoncer, ne pouvant obtenir les droits nécessaires[2].
- Le film lui-même a fait l'objet de références par la suite :
  - dans Hard To Die (1990), l'actrice Kelli Maroney a demandé à être créditée sous le nom de D. Mason Keener, le nom du personnage apparaissant à la fin de La Nuit de la comète. L'actrice accepta de tourner ce film par amitié pour le réalisateur Jim Wynorski, mais ne souhaita pas être créditée sous son vrai nom[8] ;
  - dans 28 jours plus tard (2002), au début du film, le héros s'arrête devant une Mercédès abandonnée et regarde à l'intérieur avant de sursauter, surpris par l'alarme qui s'est déclenchée.

- L'intrigue du film présente par ailleurs des similarités avec d'autres œuvres :
  - La façon dont l'humanité disparaît (en admirant le spectacle largement médiatisé du passage de la Terre dans la queue d'une comète) n'est pas sans rappeler le film La Révolte des Triffides (1962) où la quasi-totalité de l'humanité devient aveugle en admirant une pluie de météorites ;
  - Les quelques survivants mal protégés et devenus zombies qui errent dans la ville rappellent Le Survivant (1971) où un docteur immunisé doit affronter les victimes d'une guerre biologique devenus des mutants ;
  - Le centre commercial assailli par des zombies rappelle Zombie (1978) ;
  - Le passage de la Terre dans la queue d'une comète déclenchant une catastrophe apparaît aussi dans Maximum Overdrive (1986) : cette fois, ce ne sont pas directement les humains qui sont touchés, mais toutes les machines se dérèglent, tuant ou mettant en péril des humains.

Enfin on notera que le précédent (et premier) film du réalisateur Thom Eberhardt, L'Unique Survivante (Sole Survivor) abordait déjà le thème de la survie à la suite d'une catastrophe, mais il s'agissait alors de la survivante miraculeuse d'un accident d'avion et non d'une catastrophe mondiale.

## Accueil critique
Le magazine américain Variety présente le film comme « un heureux pastiche de divers films de science-fiction, avec une réalisation légère et ironique qui compense son manque d'originalité ».
Dans le New York Times, Vincent Canby le décrit comme « un film de série B bon enfant sur le thème de la fin du monde ».
L'hebdomadaire britannique Time Out est moins enthousiaste : « Prévoyant que tout ceci [le résumé de l'intrigue] plus les pom-pom girls pourrait ne pas convaincre le public, les auteurs du film y ont inséré vingt chansons. »
Le Tomatomètre de Rotten Tomatoes attribue un pourcentage de 83 % au film, avec 15 critiques positives et 3 critiques négatives.

## Sortie en vidéo
Le film est d'abord sorti en VHS le 30 août 1985. Un DVD zone 1 est sorti le 6 mars 2007 et un DVD zone 2 (britannique) est sorti le 18 janvier 2010.

## Un projet de suite
En 2005, l'actrice Kelli Maroney a annoncé qu'elle désirait produire une suite où elle reprendrait son rôle de Samantha. Mais le projet n'a pas abouti, la MGM, détentrice des droits du film, s'y opposant.

## Sortie en blu-ray pour son anniversaire
Le film va sortir en blu-ray avec un livret explicatif détaillant le film pour les 40 ans de sa sortie le 29 février 2024,,.